# Rio Cruşoviţa
O Rio Cruşoviţa é um rio da Romênia, afluente do Danube, localizado no distrito de Caraş-Severin.